# Peer Nielsen
Peer Nielsen (n. 25 iunie 1942, Copenhaga, Danemarca) este un canoist ce a reprezentat Danemarca, medaliat olimpic. A participat la o ediție a Jocurilor Olimpice (1964) în care a câștigat o medalie de bronz.

## Participări
Lista de mai jos prezintă principalele competiții la care a participat Peer Nielsen de-a lungul carierei.
- canoeing at the 1964 Summer Olympics – men's C-2 1000 metres[*]